# Anthology 1
The Beatles Anthology 1  é um álbum em CD duplo lançado em novembro de  1995 com entrevistas, gravações alternativas, algumas raras, outras como ensaios, outras não aproveitadas, executadas pelos integrantes dos Beatles, juntos ou individualmente. Cobre os primórdios da formação do grupo, incluindo gravações com antigos músicos que participaram de sua  trajetória; Stuart Sutcliffe e Pete Best, por exemplo. Dentre os três lançamentos da série “Anthology”, é o único que contém entrevistas. Dura 145’33”. Inclui a canção Free as a Bird, gravada e produzida em 1994, a partir de uma fita demo de John Lennon de 1977. 

## Produção
O lançamento deste CD duplo coincidiu com a exibição de uma série especial de TV denominada  “Anthology”,  dividida em três partes, que foi ao ar na BBC de Londres. Esta compilação foi produzida por George Martin a quem coube também a direção do projeto. A concepção gráfica e o desenho da capa foi de Klaus Voormann. Os comentários das músicas no encarte ficou a cargo de Mark Lewisohn.

## O Projeto
Este foi o primeiro e mais raro álbum da série “Anthology”, que faz uma retrospectiva da carreira do grupo, através de suas gravações em estúdio e algumas entrevistas. Os outros CDs deste projeto foram:
1. Anthology 2 , lançado em  março de 1996.
2. Anthology 3, lançado em dezembro de 1996.

## Lista das Faixas
- Todas as faixas são assinadas por  Lennon/McCartney, exceto onde indicado o contrário.

### Disco um (CD 1)
1. ”Free as a Bird” (Lennon-McCartney-Harrison-Starkey)
2. "We were four guys … that's all" (John Lennon entrevistado por Jann Wenner)
3. ”That'll Be the Day” [Mono] (Jerry Allison-Buddy Holly-Norman Petty)
4. ”In Spite of All the Danger” [Mono] (Paul McCartney e George Harrison)
5. "Sometimes I'd borrow … those still exist" (Paul McCartney entrevistado por Mark Lewisohn)
6. ”Hallelujah, I Love Her So” [Mono] (Charles)
7. ”You'll Be Mine” [Mono] (Paul McCartney e John Lennon)
8. ”Cayenne” [Mono] (Paul McCartney)
9. "First of all … it didn't do a thing here" (Paul McCartney entrevistado por Malcom Threadgill)
10. ”My Bonnie” (música tradicional, com arranjos de  Tony Sheridan)
11. ”Ain't She Sweet” (Milton Ager-Jack Yellen)
12. ”Cry for a Shadow” (George Harrison-John Lennon)
13. "Brian was a beautiful guy … he presented us well" (John Lennon entrevistado por David Wigg)
14. "I secured them … a Beatle drink even then" (Brian Epstein do seu livro A Cellarful of Noise)
15. "Searchin" [Mono] (Leiber-Stoller) (Decca Audition)
16. ”Three Cool Cats” [Mono] (Jerry Leiber-Mike Stoller) (Teste na gravadora Decca)
17. ”The Sheik of Araby” [Mono] (Smith e Wheeler-Snyder) (Teste na gravadora Decca)
18. ”Like Dreamers Do” [Mono]  (Paul McCartney) (Teste na gravadora Decca)
19. ”Hello Little Girl” [Mono]  (John Lennon) (Teste na gravadora Decca)
20. "Well, the recording test … by my artists" (Brian Epstein  do seu livro A Cellarful of Noise)
21. ”Bésame Mucho” [Mono] (Consuelo Velázquez-Skylar)
22. ”Love Me Do” [Mono]
23. ”How Do You Do It” [Mono] (Murray)
24. ” Please Please Me” [Mono]
25. ”One After 909” (Tomadas 3, 4, & 5) [Mono]
26. ”One After 909” (Tomadas 4 & 5) [Mono]
27. ”Lend Me Your Comb” [Mono] (Twomey-Wise-Weisman)
28. ”I'll Get You” (Ao vivo no London Palladium) [Mono]
29. "We were performers … in Britain" (John Lennon entrevistado por Jann Wenner)
30. ”I Saw Her Standing There” (Ao vivo em Estocolmo) [Mono]
31. ”From Me to You” (Ao vivo em Estocolmo) [Mono]
32. ”Money (That's What I Want)” (Ao vivo em Estocolmo) [Mono] (Berry Gordy Jr-Bradford)
33. ”You Really Got a Hold on Me” (Ao vivo em Estocolmo) [Mono] (Smokey Robinson)
34. ”Roll Over Beethoven” (Ao vivo em Estocolmo) [Mono] (Chuck Berry)

### Disco dois (CD 2)
1. ”She Loves You” (Ao vivo no  Royal Variety Show) [Mono]
2. ”Till There Was You” (Ao vivo no  Royal Variety Show) [Mono] (Meredith Willson])
3. ”Twist and Shout” (Ao vivo no  Royal Variety Show) [Mono] (Bert Russell-Phil Medley)
4. ”This Boy” (Ao vivo no  Morecambe e Wise Show) [Mono]
5. ”I Want to Hold Your Hand” (Ao vivo no  Morecambe e Wise Show) [Mono]
6. "Boys, what I was thinking …" (Eric Morecambe e Ernie Wise falando com os Beatles)
7. ”Moonlight Bay” (Ao vivo no  Morecambe e Wise Show]) [Mono] (Edward Madden-Percy Wenrich)
8. ”Can't Buy Me Love” (Tomadas 1 e 2)
9. ”All My Loving” (Ao vivo no Ed Sullivan Show) [Mono]
10. ”You Can't Do That” (Tomada 6)
11. ”And I Love Her” (Tomada 2)
12. ”A Hard Day's Night” (Tomada 1)
13. ”I Wanna Be Your Man” (No especial de TV  “Around The Beatles” de 19 de abril de 1964)
14. ”Long Tall Sally” (Johnson-Richard Penniman-Robert Blackwell) (No especial de TV  “Around The Beatles” de 19 de abril de 1964)
15. ”Boys” (Dixon-Farrell) (No especial de TV  “Around The Beatles” de 19 de abril de 1964)
16. ”Shout!” (The Isley Brothers) (No especial de TV  “Around The Beatles” de 19 de abril de 1964)
17. ”I'll Be Back” (Tomada 2)
18. ”I'll Be Back” (Tomada 3)
19. ”You Know What to Do” (George Harrison)
20. ”No Reply” (Demo)
21. ”Mr. Moonlight” (Tomadas 1 e 4) (Ray Johnson)
22. ”Leave My Kitten Alone” (Tomada 5) (John-Turner-McDougal)
23. ”No Reply” (Tomada 2)
24. ”Eight Days a Week” (Tomadas 1, 2 e 4)
25. ”Eight Days a Week” (Tomada 5)
26. ”Kansas City/ Hey, Hey, Hey, Hey” (Tomada 1) (Leiber-Stoller/Penniman)